# Dzierżyńsk (Białoruś)
Dzierżyńsk, Kojdanów (błr. Дзяржынск, Dziarżynsk; ros. Дзержинск, Dzierżynsk; hist. błr. Койданаў, Kojdanau; ros. Койданов, Kojdanow) – miasto na Białorusi, w obwodzie mińskim, siedziba administracyjna rejonu dzierżyńskiego. W 2010 roku liczyło ok. 25,2 tys. mieszkańców.

## Historia

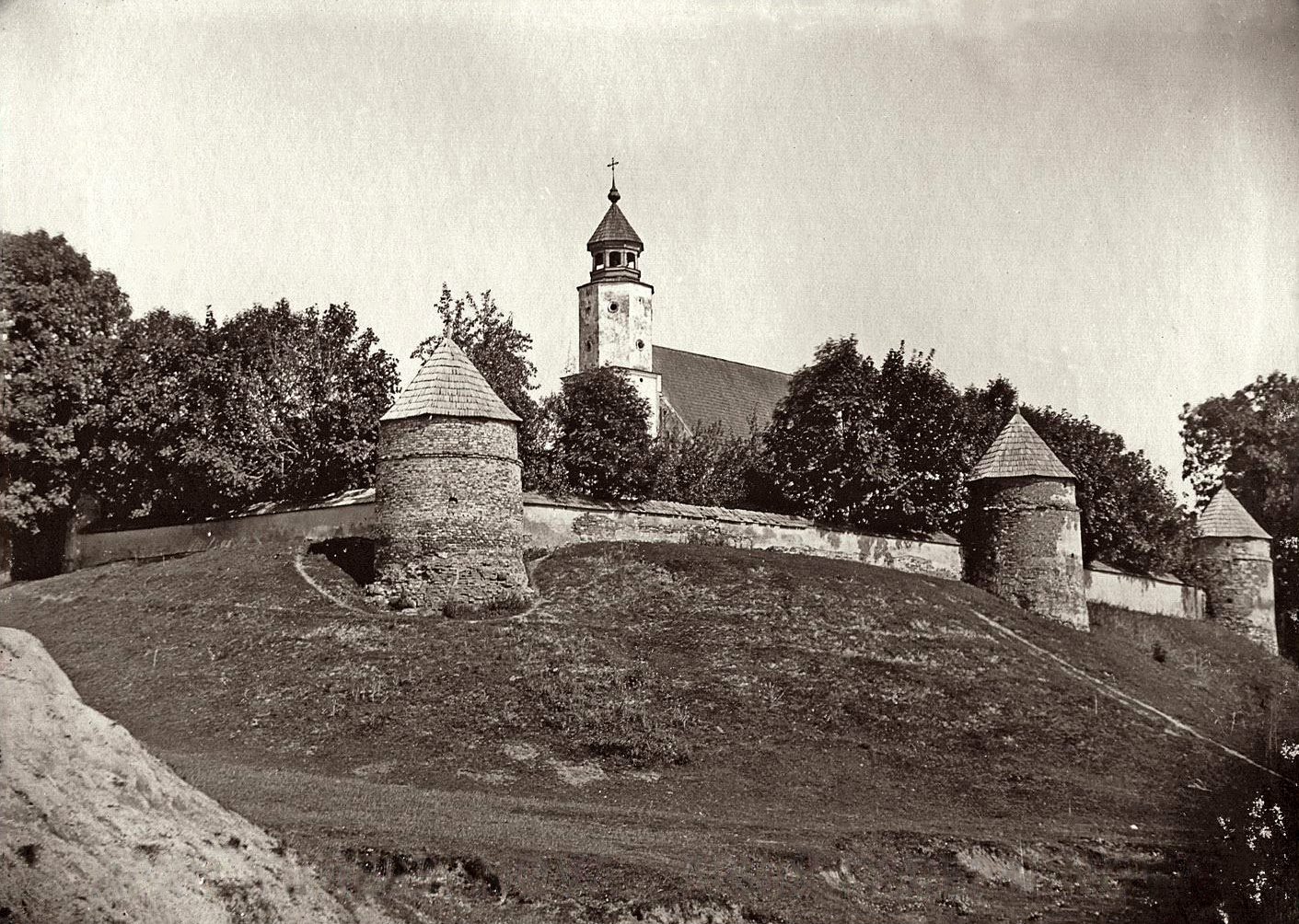
Dawny zamek i kościół ewangelicko-reformowany

Początki osadnictwa na jego terenie datowane są na XI wiek. Wpisało się ono w historię Rusi Kijowskiej, od XIV wieku wchodziło w skład Wielkiego Księstwa Litewskiego, a od połowy XVI wieku było ono we władaniu rodu Radziwiłłów, zasłynęło wówczas jako prężny ośrodek kalwinizmu. W 1613 roku Krzysztof Radziwiłł Piorun ufundował nowy kościół ewangelicko-reformowany, który wzniesiono w obrębie murów zamku Radziwiłłów. Parafia reformowana istniała tutaj w ramach Jednoty Wileńskiej do 1921 roku. W końcu XVIII wieku miasto należało do powiatu mińskiego w województwie mińskim.
Po II rozbiorze Polski znalazło się ono w granicach guberni mińskiej Imperium Rosyjskiego. W 1871 roku otwarto stację kolejową. W okresie wojny polsko-bolszewickiej od sierpnia 1919 roku do ok. 10 lipca 1920 roku oraz od 5 do 10 października 1920 roku (wypad 2 Brygady Jazdy, a następnie 14 Dywizji Piechoty) miasto znajdowało się w polskich rękach pod Zarządem Cywilnym Ziem Wschodnich. Kojdanów był wówczas siedzibą wiejskiej gminy Kojdanów.
Miasto nosiło nazwę Kojdanów do 1932 roku, kiedy na cześć Feliksa Dzierżyńskiego zmieniono nazwę na Dzierżyńsk, czyniąc je jednocześnie stolicą Polskiego Rejonu Narodowego im. Feliksa Dzierżyńskiego – autonomicznej polskiej jednostki administracyjnej. Starą nazwę zachowała miejscowa stacja kolejowa. Po 1940 roku zamek i kościół ewangelicko-reformowany zostały rozebrane.
Podczas okupacji hitlerowskiej, we wrześniu 1941 roku Niemcy utworzyli getto dla żydowskich mieszkańców. Przebywało w nim około 200 osób. W grudniu 1942 roku Niemcy zlikwidowali getto, a Żydów zamordowano w okolicach miasta. 

## Urodzeni w mieście
- Ludmiła Hraznowa – białoruska ekonomistka i polityk,
- Antoni Potocki – polski pisarz i krytyk literacki,
- Awrom Rajzen – pisarz, poeta, dramaturg i redaktor tworzący w języku jidysz,
- Sara Rejzen – poetka, pisarka, tłumaczka, tworząca w języku jidysz,
- Zalman Rajzen – dziennikarz, badacz literatury żydowskiej i języka jidysz,
- Anastasija Winnikawa – białoruska piosenkarka.

## Galeria

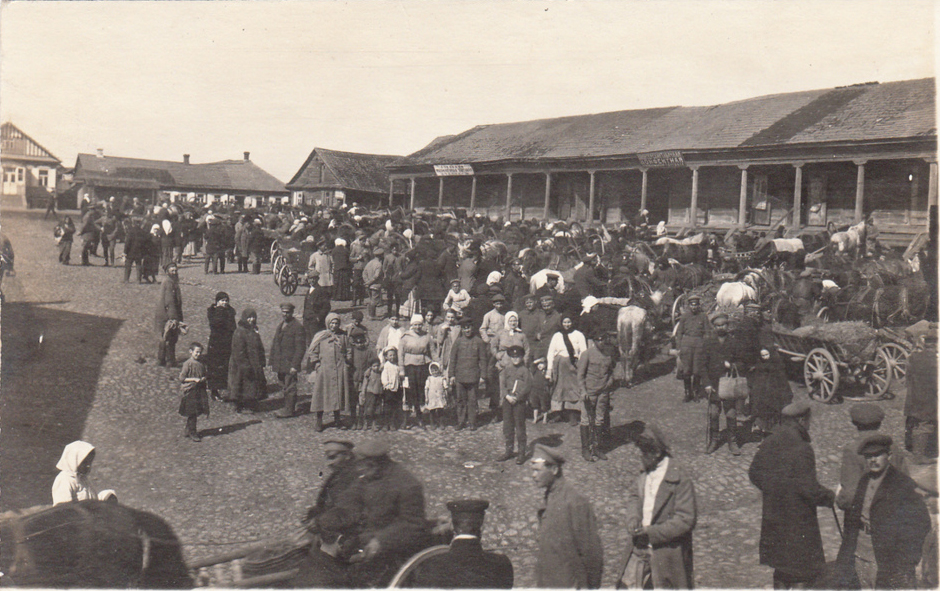
Rynek w Kojdanowie w 1918 roku
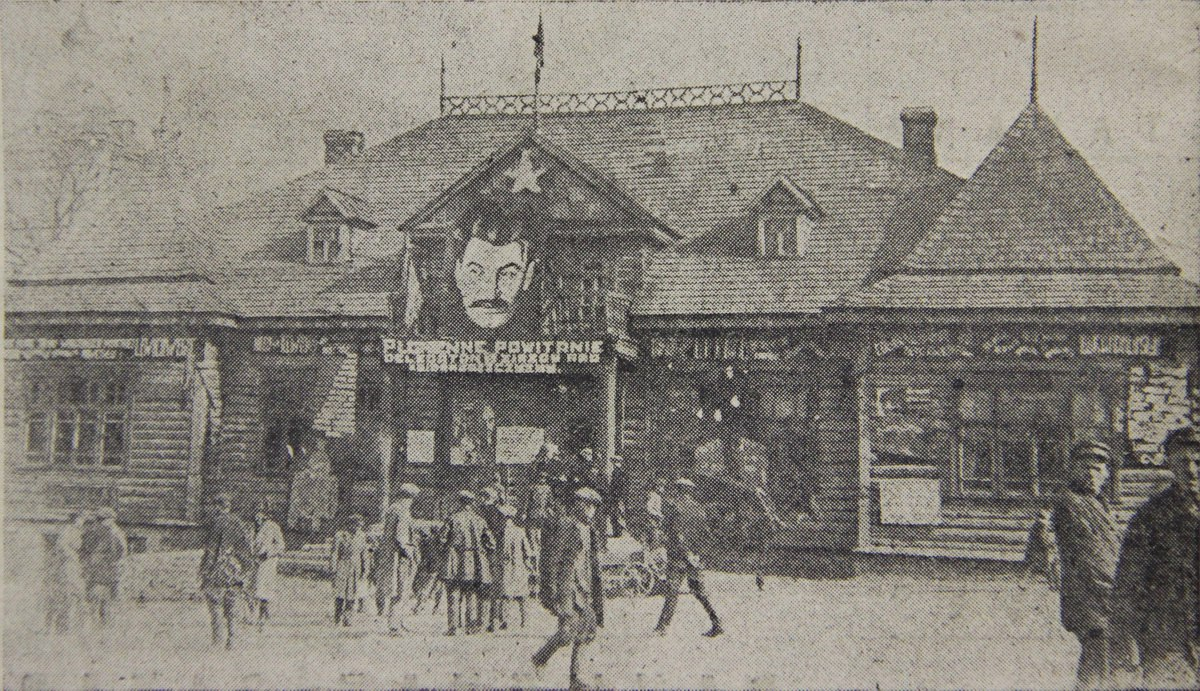
Dom Ludowy w 1932 roku ozdobiony szyldem w języku polskim
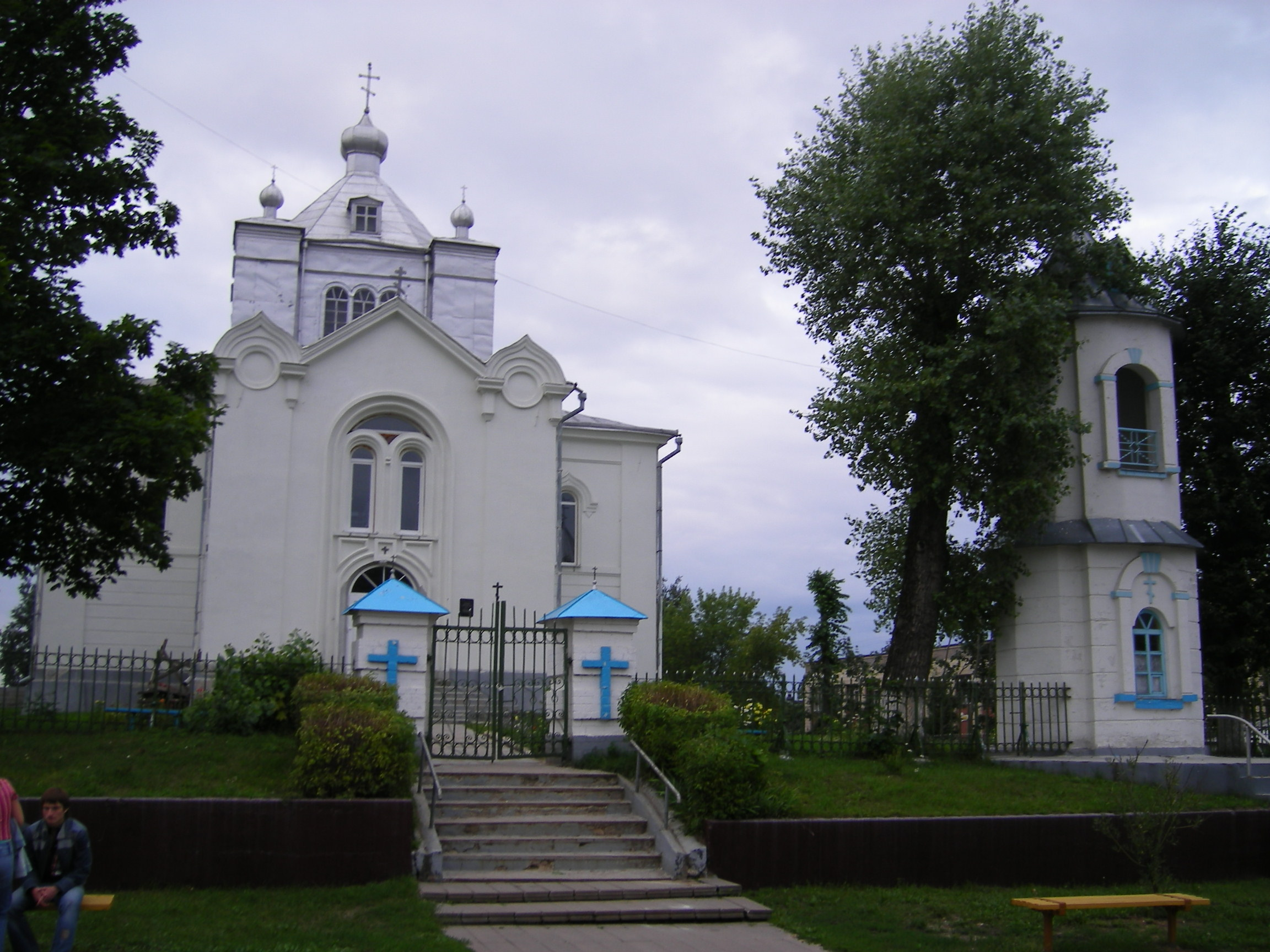
Cerkiew Opieki Matki Bożej
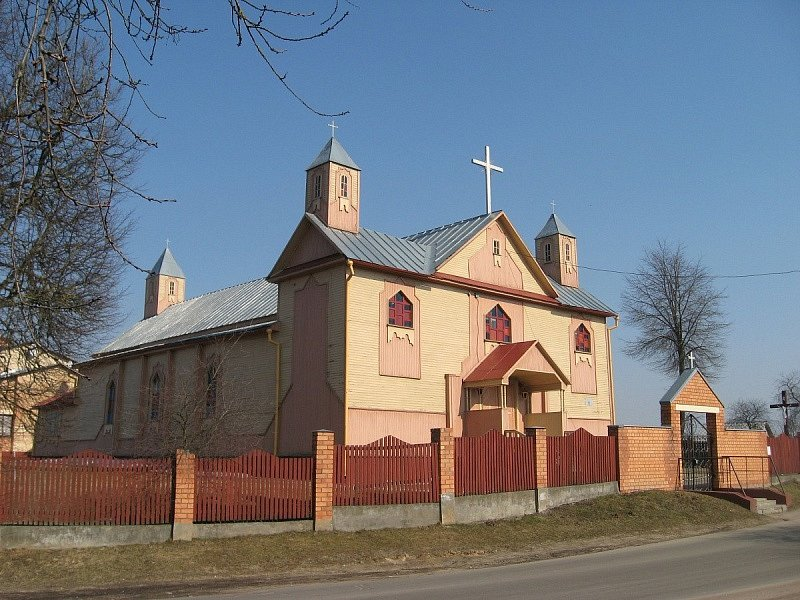
Kościół św. Anny